# Amfipolis

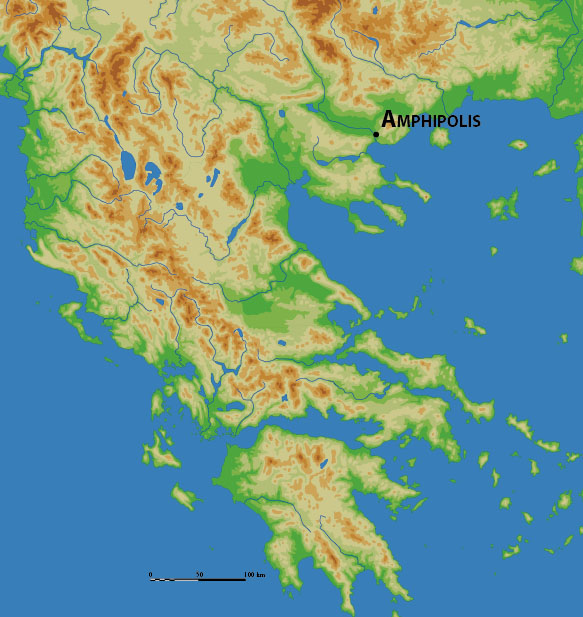
Amfipolis

Amfipolis eller Amphipolis (grekiska Ἀμφίπολις, Amphípolis) var en grekisk stadsstat i Makedonien, strax ovanför floden Strymons mynning (vid vilken dess hamnstad Eion låg), på en halvö mellan två armar av floden.
Den grundades ursprungligen som en atensk koloni år 437 f.Kr. Efter flera förgäves försök att etablera sig i trakten lyckades atenarna under Hagnon, Nikias son, hålla platsen och anlägga en starkt befäst koloni, som snart växte till stor betydelse på grund av det fruktbara upplandet, som gav korn, vin, frukter, timmer och guld. Då befolkningen var starkt blandad och sammansatt av flera olika grekiska stammar, bland vilka de atenska kolonisterna var i minoritet, förblev Amfipolis bara en kort tid Aten troget. Under det peloponnesiska kriget blev Amfipolis en strategiskt viktig hamnstad för Aten, men år 424 f.Kr. fick den spartanske härföraren Brasidas staden i sin makt. Utanför dess murar stod år 422 f.Kr. ett slag där atenarna besegrades. I Nikiasfreden 421 f.Kr. bestämdes att Amfipolis skulle tillhöra Aten, men staden lyckades ändå hävda sin självständighet. Senare kom den under Makedoniens välde, och Filip II besatte den år 358 f.Kr. Slutligen togs staden av romarna, som gjorde den till huvudstad i provinsen Macedonia prima.
Amfipolis kallades under medeltiden Chrysopolis ("guldstaden") efter några närbelägna guldgruvor.